# Moitessieriidae
Famille
Les Moitessieriidae sont une famille de mollusques. 

## Liste des genres
Selon World Register of Marine Species (22 octobre 2014) :
- genre Baldufa Alba, Tarruella, Prats, Guillen & Corbella, 2010
- genre Bosnidilhia Boeters, Glöer & Pešić, 2013
- genre Clameia Boeters & E. Gittenberger, 1990
- genre Corseria Boeters & Falkner, 2009
- genre Henrigirardia Boeters & Falkner, 2003
- genre Moitessieria Bourguignat, 1863
- genre Palacanthilhiopsis Bernasconi, 1988
- genre Paladilhia Bourguignat, 1865
- genre Palaospeum Boeters, 1999
- genre Sardopaladilhia Manganelli, Bodon, Cianfanelli, Talenti & Giusti, 1998
- genre Sorholia Boeters & Falkner, 2009
- genre Spiralix Boeters, 1972